# Riki-Oh
Riki-Oh (japanisch 力王) ist eine Manga-Serie von Masahiko Takajo, die von 1988 bis 1990 in Japan erschienen ist. 1989 erschien eine Anime-Umsetzung als OVA von Studio Magic Bus, die international auch als Story of Ricky oder Story of Riki bekannt wurde. Unter dem Titel Story of Ricky kam die Realverfilmung zuerst Ende 1991 in Japan und ein halbes Jahr später 1992 in Hongkong heraus.

## Inhalt
Die Geschichte spielt in einer postapokalyptischen Zukunft, in der die Welt durch globale Erwärmung und Kriegsführung in Bedrängnis gebracht wird. Japan geriet in den 1990er Jahren in eine wirtschaftliche Krise, die zu einer Zunahme der Kriminalität führte. Der Protagonist Saiga Riki-Oh ist mit einer unmenschlichen Stärke gesegnet. Nachdem er sich an einem Yakuza gerächt hat, der für den Tod eines mit ihm befreundeten Kindes verantwortlich war, landet er später in einem Hochsicherheitsgefängnis, das einer privaten Organisation gehört. Die Geschichte folgt Riki und seiner Suche nach seinem kleinen Bruder Saiga Nachi, der ein Manji-Symbol an seiner rechten Hand trägt und auch übermenschliche Kräfte besitzt. Riki-Oh kämpft auf seiner Reise mit vielen tödlichen Gegnern. Er kämpft sich erst im Gefängnis an die Spitze und dann in die Freiheit.

## Veröffentlichung
Der Manga erschien 1988 bis 1990 im Magazin Business Jump bei Shūeisha. Der Verlag brachte die Kapitel auch gesammelt in bisher zwölf Bänden heraus. In Taiwan wurde eine chinesische Ausgabe von Daran Culture Enterprise herausgegeben, Jonesky Limited veröffentlichte diese in Hongkong.

## Verfilmungen
Magic Bus produzierte eine Original Video Animation zum Manga. Regie führte Tetsu Dezaki und das Drehbuch schrieb Kazumi Koide. Die Designs entwarfen Akio Sugino und Yasuhiro Seo, der auch die Animationsarbeiten leitete. Die Musik komponierte Yoshimasa Nakajima.
Die OVA erschien in zwei Teilen mit je 45 Minuten Laufzeit. Die erste Folge kam am 25. Juni 1989, die zweite am 24. August 1990 in Japan auf VHS und DVD heraus. Media Blasters erwarb am 11. April 2006 die Rechte zur Veröffentlichung der beiden OVAs in den Vereinigten Staaten auf DVD. Später verloren sie die Lizenz. Darüber hinaus erschien die OVA in Spanien.
Im Jahr 1991 kam eine Umsetzung des Mangas als Film. Als Story of Ricky kam der Film auch in Deutschland heraus.

## Synchronisation
| Rolle           | japanischer Sprecher (Seiyū) |
| --------------- | ---------------------------- |
| Saiga Riki-Oh   | Bin Shimada                  |
| Yomi            | Sho Hayami                   |
| Tokuzo Sugiyama | Takeshi Watabe               |
| Narumi          | Tesshō Genda                 |
| Aufseher        | Toshiya Ueda                 |
| Imura Kuwabara  | Akio Ohtsuka                 |